# أنطونيو أورتيغا
أنطونيو أورتيغا (بالإسبانية: Antonio Ortega Gutiérrez)‏ هو عسكري إسباني، ولد في 17 يناير 1888 في رابي دي لاس كالزاداس في إسبانيا، وتوفي في 15 يوليو 1939 في أليكانتي في إسبانيا بسبب إعدام رميا بالرصاص.